# August Meuleman
Paul Depaepe (Gant, 20 d'octubre de 1906 - Soumagne, 12 de febrer de 2000) fou un ciclista belga, que va ser professional del 1929 fins al 1950.
Es va especialitzar en la pista on va guanyar una medalla de bronze al Campionat del món de Mig fons de 1948, per darrere del francès Jean-Jacques Lamboley i l'italià Elia Frosio. Guanyà tres campionats nacionals de mig fons. Com a ciclista amateur va participar en els Jocs Olímpics de 1928, on fou cinquè en la prova de persecució per equips.
Una vegada retirat va exercir d'entrenador de ciclisme en pista fins al 1979.

## Palmarès
- 1937
  -  Campió de Bèlgica de mig fons
- 1938
  -  Campió de Bèlgica de mig fons
- 1948
  -  Campió de Bèlgica de mig fons